# Oeuvre van Alun Hoddinott
Het oeuvre van Alun Hoddinott wordt hieronder opgesomd. Deze componist hield geen keurige opusnummerlijst bij. Er zijn talloze dubbele nummers en van een aantal opusnummers ontbreekt in 2008 elk spoor. Daarnaast heeft Alun Hoddinott ook compositie voltooid, die hij nooit van een opusnummer heeft voorzien.
De lijst ziet er als volgt uit:
- opus 1: Trio voor viool, altviool en cello
- opus 2: Twee liederen voor bas en piano
- opus 2/1: Rondo scherzo voor trompet en piano
- opus 3: 1954: Klarinetconcert nr. 1
- opus 4/2: Fugal overture
- opus 5: 1952: Nocturne voor orkest
- opus 6: Kwartet voor klarinet, viool, altviool en piano
- opus 7: 1955: Symfonie nr. 1
- opus 8: 1955: Concert voor hobo en strijkorkest
- opus 9: Nocturne nr. 1
- opus 10: Septet
- opus 11: 1957: Harpconcert
- opus 12: Rondo capriccioso voor trombone en piano
- opus 13: 1958: Serenade voor strijkorkest
- opus 14: 1958: Concertino voor altviool and klein orkest
- opus 15: Four Welsh Dances nr. 1
- opus 16/2: Nocturne nr. 2
- opus 17: Pianosonate nr. 1
- opus 18: Sonatine voor klavichord of piano
- opus 19: 1960: Pianoconcert nr. 1
- opus 20: Sextet
- opus 21: 1960: Pianoconcert nr. 2
- opus 22: Vioolconcert
- opus 23: 1961: The Race of Adam
- opus 24:
- opus 25/1: Rondo scherzo voor piano
- opus 25/2: The wondrous night
- opus 26: Rebecca
- opus 27: Pianosonate nr. 2
- opus 28:
- opus 29: 1962: Symfonie nr. 2
- opus 30: Drie middeleeuwse liederen
- opus 31:
- opus 32: Divertimento voor hobo, klarinet, hoorn en fagot
- opus 33: Danegeld
- opus 34:
- opus 35:
- opus 36: Harpsonate
- opus 37/1: Toccata Alla Giga voor orgel
- opus 37/2: Intrada voor orgel
- opus 37/3: Sarum fanfare voor orgel
- opus 38/1: What Tidings? (X138) voor koor a capella
- opus 39: 1965: Dives and Lazarus ; cantate voor sopraan, bariton, gemengd koor en orkest en orgel (tekst van Gwynno James)
- opus 40: Piansonate nr. 3
- opus 41: Concerto grosso nr. 1
- opus 42: Aubade en scherzo
- opus 43: Strijkkwartet nr. 1
- opus 44: 1966: Pianoconcert nr. 3
- opus 45: Pantonime
- opus 46: Concerto grosso nr. 2
- opus 47: Variants
- opus 48:
- opus 49: Pianosonate nr. 4
- opus 50: Klarinetsonate
- opus 51:
- opus 52/1: Suite voor harp
- opus 53:
- opus 54: Roman dream
- opus 55: An apple tree and a pig
- opus 56: Sinfonietta 1
- opus 57: Pianosonate nr. 5
- opus 58: Divertimento voor 8 instrumenten
- opus 59: Bardi Ddu (Black Bart)
- opus 60: Fioriture
- opus 61: 1968: Symfonie nr. 3
- opus 62: 1969: Nocturnes & Cadenzas voor cello en orkest
- opus 63: Vioolsonate nr. 1
- opus 64: Welsh Dances: 2nd Suite
- opus 65: Hoornconcert
- opus 66: Investiture dances 1-3
- opus 67 : Sinfonietta 2
- opus 68/2: 1970: Fantasie voor harp
- opus 69: Divertimento voor klein orkest
- opus 70: 1970: Symfonie nr. 4
- opus 71: Sinfonietta 3
- opus 72/2: Concertino voor trompet en orkest
- opus 72/3: Sinfonietta 4
- opus 72/4: Aubade voor klein orkest;
- opus 72/5: The hawk is set free
- opus 72/6: The Floore of Heaven
- opus 73/1: Vioolsonate nr. 2
- opus 73/2 : Cellosonate
- opus 74: Out of the deep
- opus 75; Voyagers
- opus 76: The Sun, The Great Luminary of the Universe
- opus 77: 1984: Trio nr. 1 voor viool, cello en piano
- opus 78/1: Vioolsonate nr. 3
- opus 78/2: Hoornsonate
- opus 78/3: Pianosonate nr. 6
- opus 78/4: Kwintet voor twee violen, altviool, cello en piano
- opus 79: The tree of life voor sopraan, tenor, koor en orkest
- opus 80: Saint Paul on Malta
- opus 81: 1972: Symfonie nr. 5
- opus 82: Ancestor worship
- opus 83: 1974: The Beach of Falesa, opera libretto van Glyn Jones, gebaseerd op een kort verhaal van Robert Louis Stevenson
- opus 84: The silver swimmer, voor koor en piano
- opus 85: 1974: Ritornelli voor solo trombone, blaasinstrumenten en slagwerk (op 85)
- opus 86: Landscapes
- opus 86/2 : Night music
- opus 87: Five Landscapes: Ynys Mon, voor sopraan en piano
- opus 88: 1976: The Magician, opera libretto van John Morgan
- opus 89: Pianosonate nr. 4
- opus 90: 1976: A Contemplation Upon Flowers, voor sopraan en orkest
- opus 91: Franse suite voor klein orkest
- opus 92: Italiaanse suite
- opus 93: 1977: What the Old Man Does is Always Right (op 93)
- opus 94: 1977: Passagio
- opus 95: Sinfonia Fidei, voor solisten koor en orkest
- opus 96/1: Cellosonate nr. 2
- opus 96/2: Orgelsonate
- opus 97: Dulcia luventutis  voor diverse stemmen en piano dubbelhandig
- opus 98/2: Sonatine voor twee pianos
- opus 99: 1979: Rajad's Diamond; opera
- opus 100/1: Scena voor strijkkwartet
- opus 100/2: Ritornelli 2 voor koperkwintet
- opus 101: 1983: Nocturnes voor cello
- opus 101/b: 1983: Nocturnes voor dwarsfluit
- opus 102: 1980: Heaventree of Stars (op 102) voor viool en orkest, gebaseerd op een gedicht van James Joyce – 1980
- opus 103: 1981:The Trumpet Major, libretto van Myfanwy Piper, gebaseerd op een novelle van Thomas Hardy
- opus 104: Ritornello 3 voor vier contrabassen
- opus 105 : 1981 : Lanterne des Morts
- opus 106: 1981: Doubles
- opus 107/1: Vijf studies voor orkest
- opus 107/2: Hommage aan Chopin; studies voor orkest
- opus 108:
- opus 109: Masks, Five theatreabstracts voor hobo, fagot en piano
- opus 110: The lady and the unicorn, voor stem en koor
- opus 111: Pianotrio nr. 2
- opus 112: Bagatelles voor hobo en harp
- opus 113: 1984: Strijkkwartet nr. 2
- opus 114: Pianosonate nr. 7
- opus 115: Scenes and interludes
- opus 116: 1984: Symfonie nr. 6
- opus 117: The Bells of paradise
- opus 118: Divertimenti
- opus 119: 1984: Scena voor strijkorkest
- opus 120:
- opus 121: 1989: The silver hound
- opus 122: Passacaglia en fuga voor orgel
- opus 123: 1985: Welshe dansen- suite nr. 3
- opus 124: 1985: Triple concerto voor viool, cello en piano met orkest
- opus 125: 1986: Pianosonate nr. 8
- opus 126: Diversions
- opus 127: Concert voor orkest
- opus 128: Klarinetconcert nr. 2
- opus 129:
- opus 130: Strijkkwartet nr. 3
- opus 131:
- opus 132: 1989: Noctus equi voor cello en orkest, geschreven voor Mstislav Rostropovitsj
- opus 133: Songs of exile
- opus 134: 1989: Pianosonate nr. 9
- opus 135: 1989: Star Children; (opdracht voor de Proms)
- opus 136: 1989: Pianosonate nr. 10
- opus 138: Hymns of Pantycelyn
- opus 139: Novelette
- opus 140; Fluitsonate
- opus 141:
- opus 142:
- opus 143: Paradise of May
- opus 144: Koraal, variaties en fanfares voor orgel en brass
- opus 145:
- opus 146: Kwintet voor fluit, hobo, klarinet, hoorn en fagot
- opus 147:
- opus 148:
- opus 149:
- opus 150: Zes bagatellen voor viool, twee altviolen en cello
- opus 150b: Vijf bagatellen voor blaaskwintet
- opus 151:
- opus 152/2: Five poems of Gustavo Adolfo Becquer
- opus 153: Vioolconcert nr. 2
- opus 154: Trompetconcert
- opus 155: Tymhorau
- opus 156: Poetry of Earth
- opus 157:
- opus 158: Camarque Mass
- opus 159: Cellosonate nr. 3
- opus 160: Strijkkwartet nr. 4
- opus 161:
- opus 162: Klarinetsonate nr. 2
- opus 163:
- opus 164: 1997: Harpsonate nr. 2
- opus 165: Poetry of Earth
- opus 166/1: Islands of dragons
- opus 166/2: Lizard
- opus 167: Dragon fire
- opus 168:
- opus 169: Celebration dances
- opus 170: The Tower, opera
- opus 171: To the poet
- opus 172:
- opus 173:
- opus 174: Doubles voor hobo, klarinet, hoorn en fagot
- opus 175: Concert voor percussie en brassband
- opus 176: 2001:  Piansonate nr. 13
- opus 177; 2001: Strijkkwartet nr. 5
- opus 178: Dream wanderer voor hoorn, viool en piano
- opus 179: Bagatellen voor elf instrumenten
- opus 180: Concert voor eufonium en orkest “The sunne rising”
- opus 181: Lizard
- opus 182: Eufoniumsonate
- opus 183: Promontory of dreams
- opus 184: Badger in de bag
- opus 185: Tromboneconcert
- opus 186: Bagatellen voor vier trombones
- opus 187: Concerto grosso voor brassband
- opus 188: Sonata voor piano duo

Compositie vaarvan het opusnummer of jaar van compositie (nog) onbekend zijn
- 1966: Severn Bridge Variations; een gezamenlijke compositie met andere Britse componisten
- 1975: Welsh Airs and Dances voor harmonieorkest
- 1983: Quodlibet on Welsh nursery tune 1983
- 1985: King of Glory (A343) voor diverse stemmen en orgel
- 1985: Te Deum voor diverse stemmen en orgel
- 1989: Symfonie nr. 7 voor orgel en orkest
- 1989: Symfonie nr. 8 voor blaasinstrumenten en slagwerk
- 1992:Symfonie nr. 9 A vision of eternity voor sopraan en orkest,  geschreven voor Dame Gwynneth Jones
- 1993: Pianosonate 11; ter nagedachtenis aan William Matthias
- 1994: Missa Sancti David
- 1999: Symfonie nr. 10
- 2005: Fanfare voor de bruiloft van Prins Charles en Camilla Parker Bowles
- 2008: Music for string quartet / Strijkkwartet nr. 6?; uitvoering 11 maart 2008
- 2008: Taliesin; geschreven voor orkest voor de opening van de nieuwe concertzaal in Cardiff, naar de componist genoemd.
- Pianosonate 12
- Fantasy for harp
- Sonate notturna voor harp
- Sonata No. 1 voor gitaar
- Four Welsh Folk Songs voor mannenkoor en orkest of piano
- Four Welsh Songs voor koor en orkest
- Six Welsh Folk Songs voor hoge stem en piano
- Great Art Thou, O God (A177) voor diverse stemmen en orgel
- Every Man’s Work Shall be Made Manifest (A209) voor diverse stemmen en orgel
- Holy, Holy, Holy (A210) voor koor a capella
- Great is the Lord (A334) voor diverse stemmen en orgel
- Make a Joyful Noise (A344) voor diverse stemmen en orgel
- Sing a New Song (A353) voor diverse stemmen en orgel
- Christ is Risen (A354) voor gemengd koor en orgel
- Puer Natus (X229) voor diverse stemmen en orgel
- Two Welsh Songs (X260) voor diverse stemmen en piano